# Pterygium conjunctivae

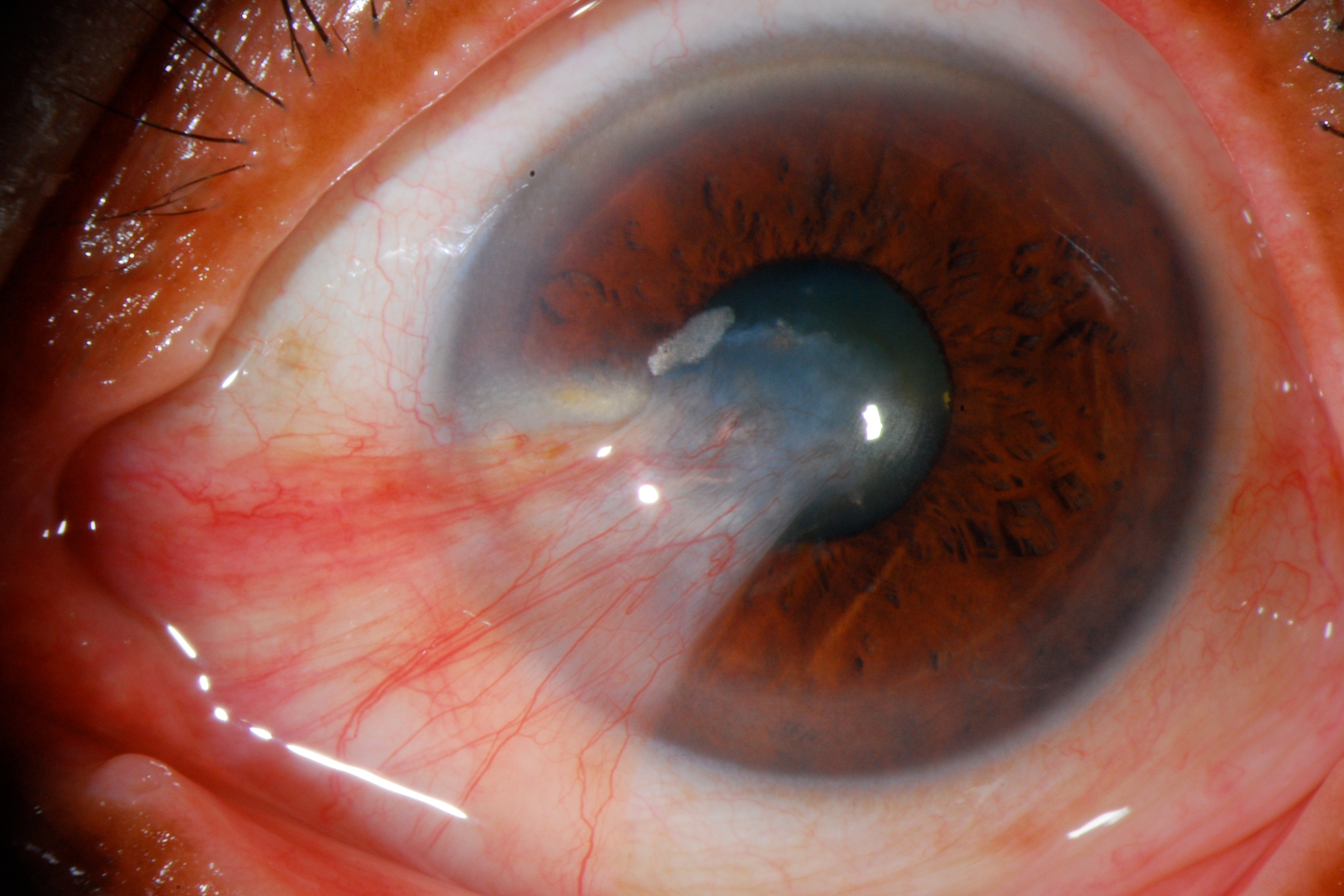
Pterygium conjunctivae

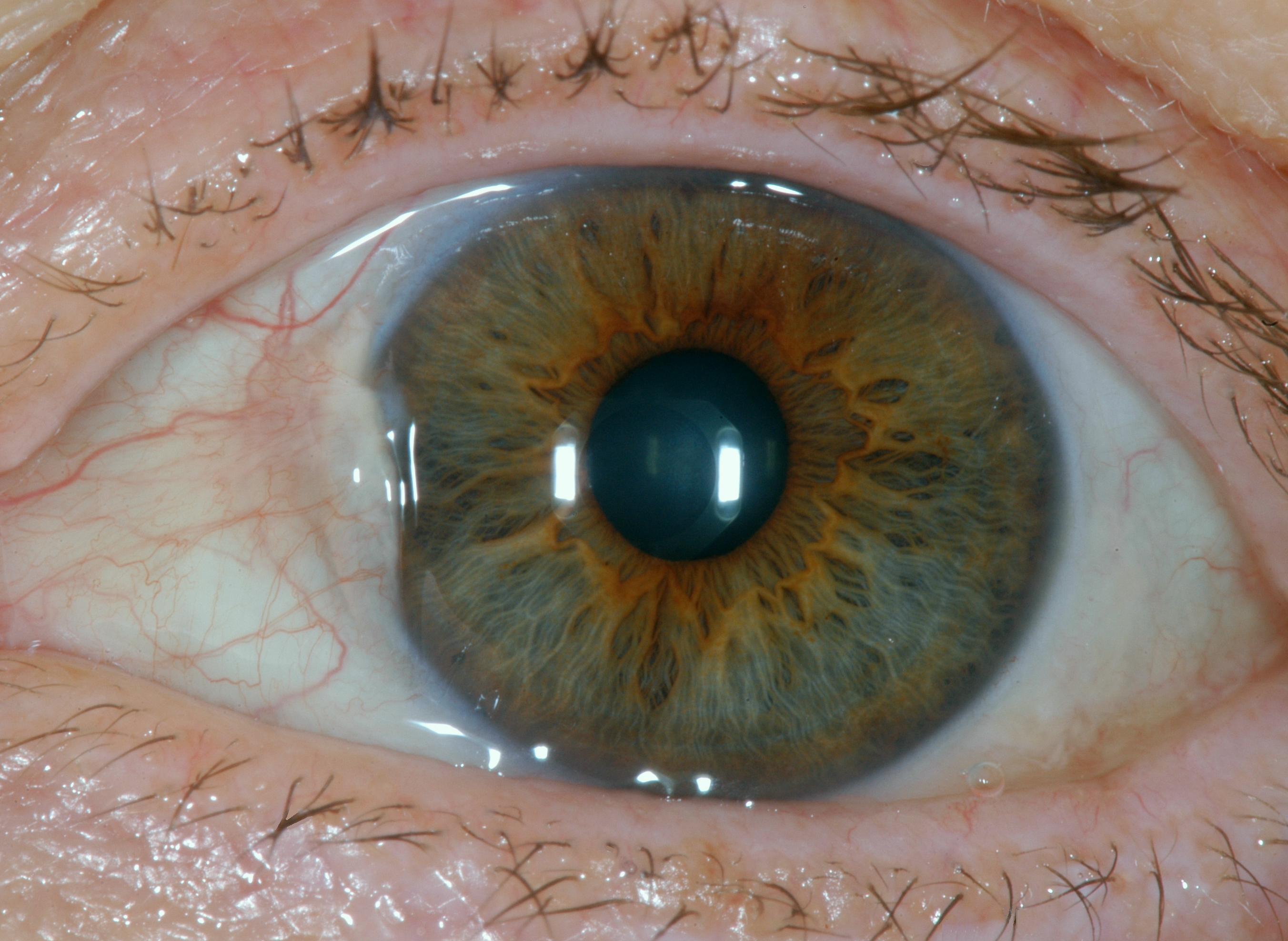
Pterygium nach Verletzung

Unter einem Pterygium conjunctivae (von. griechisch. pteryx „Flügel“, und lateinisch coniungere „verbinden“), dem Flügelfell der Bindehaut, wird in der Augenheilkunde eine gefäßhaltige Gewebswucherung der Bindehaut verstanden, die auf die Hornhaut übergreift. Das Pterygium (Flügelfell) ist operabel und in der Regel gutartig, neigt allerdings zu Rezidiven.
Diese Wucherung ist eine oft dreieckige Bindehautfalte im Lidspaltenbereich, die meist von der Nasenseite aus in Richtung Hornhautzentrum wächst. Anfänglich kann sie ein reibendes Fremdkörpergefühl verursachen, stört aber in der Regel nicht. Tritt eine Verschiebung der keilförmigen Wucherung vom Hornhautrand zur Hornhautmitte auf, so dass eine Herabsetzung der Sehschärfe droht, ist eine operative Behandlung indiziert, die auch ambulant durchführbar ist. In ausgeprägten Fällen eines Pterygium conjunctivae kann eine Verziehung der Hornhaut auftreten, die zu einer Hornhautverkrümmung führt. Durch eine Bewegungseinschränkung des Augapfels kann es zu Doppelbildern kommen.

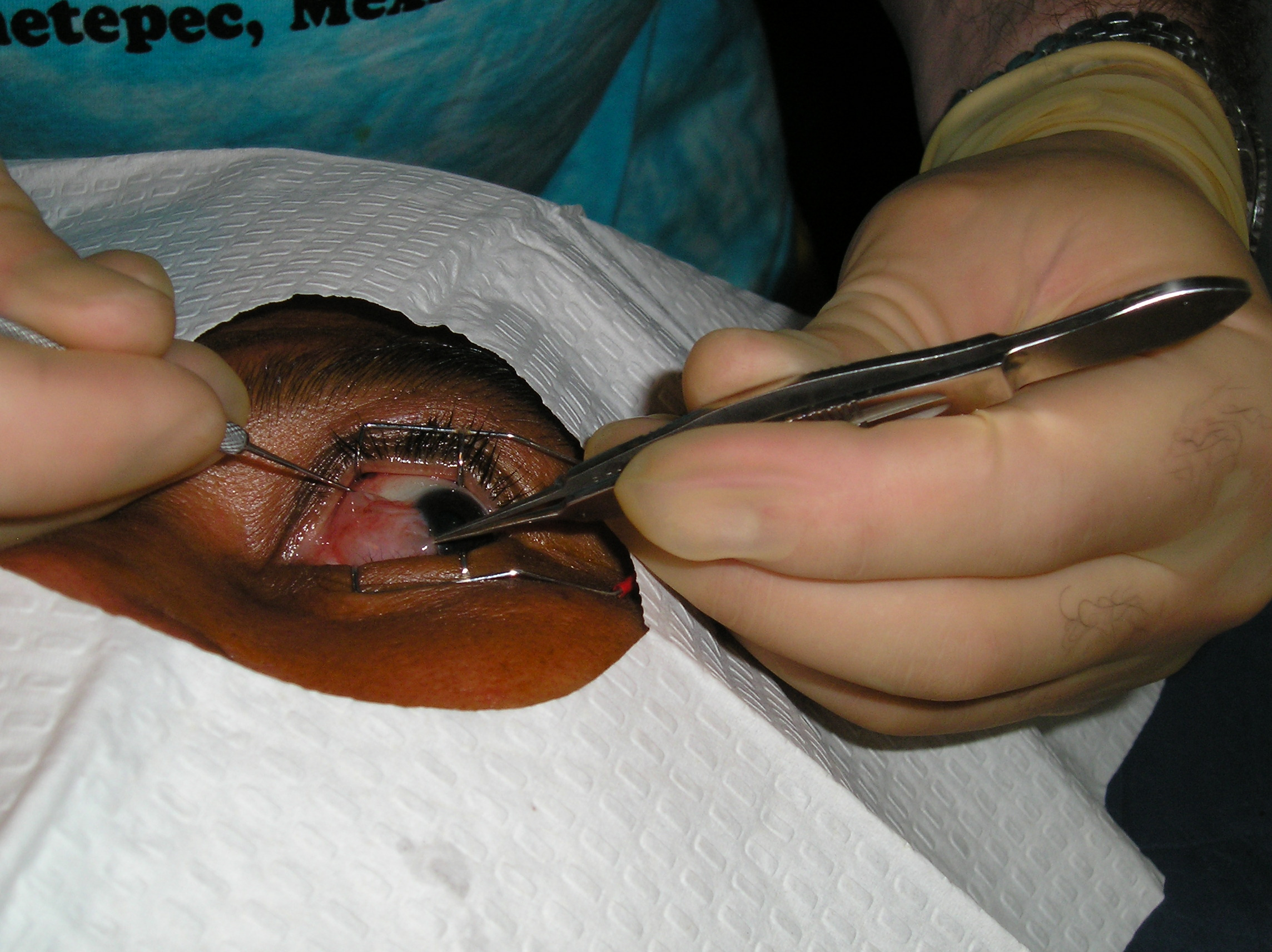
Entfernung eines Pterygium conjunctivae

Diese durchscheinende Verdopplung der Bindehaut kann durch Sonnenstrahlung hervorgerufen werden und tritt gehäuft bei Menschen auf, die viel im Freien arbeiten.
Das Pterygium kann spontan auftreten, aber auch Folge verschiedener Krankheiten und Verletzungen sein.
Insbesondere tritt es als narbiger Restzustand (Narbenpterygium, Leukom, die bereits im Papyrus Ebers bekannte und dort mit Schildkrötenhirn und Honig örtlich zu behandelnde „weiße Narbe der Hornhaut“) nach Verletzungen auf, kann Folge von Augeninfektionen, insbesondere Herpes simplex sein und Restzustand bei den bullösen Dermatosen der Haut (Pemphigusgruppe) sein.
Daher sollte immer eine Ursachensuche erfolgen und entsprechende Behandlung der Grunderkrankung erfolgen, insbesondere um eine sukzessive Erblindung zu verhindern.
Der persische Arzt Rhazes behandelte um das Jahr 900 das Flügelfell durch eine chirurgische Abtragung mittels eines Federkiels.